# Myleus micans
Myleus micans is een straalvinnige vis uit de familie van de Characidae. De wetenschappelijke naam van de soort werd als Myletes micans in 1875 gepubliceerd door Christian Frederik Lütken.